# 42485 Stendhal
42485 Stendhal este o planetă minoră (asteroid) din centura de asteroizi. A fost descoperită pe 18 ianuarie 1991 la Observatorul din Haute-Provence de Eric Walter Elst. 
Obiectul prezintă o orbită caracterizată de o semiaxă mare de 2,3101690700929 UAi, o excentricitate de 0,22, o înclinație de 1,7 ° în raport cu ecliptica.